# Richard Woolsey

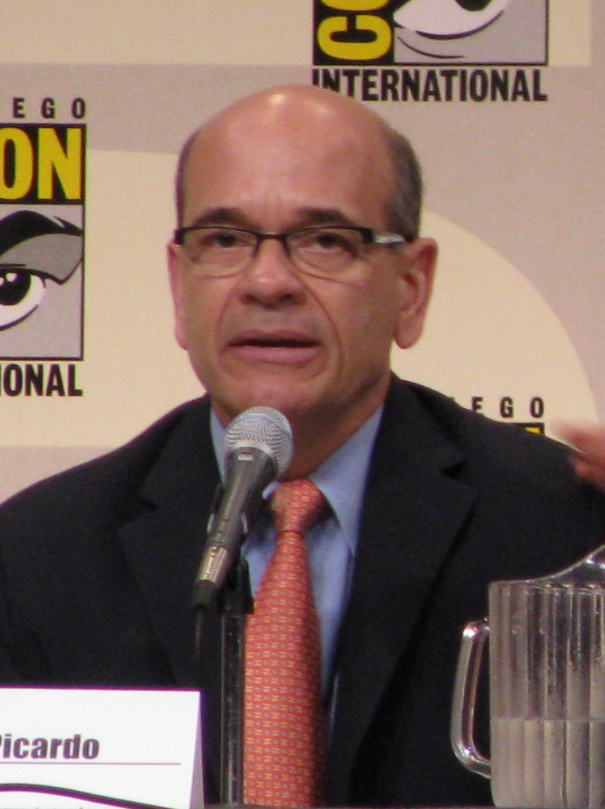
Robert Picardo, představitel role Richarda Woolseyho.

Richard Woolsey je fiktivní postava ze sci-fi světa Hvězdné brány. Ztvárnil ho herec Robert Picardo. Při prvním setkání byl Woolsey členem organizace NID, později se stal členem mezinárodní organizace IOA. V páté sérii seriálu Hvězdná brána: Atlantida se stal velitelem základny Atlantida.

## Život a kariéra
Woolsey má právnický a obchodní doktorát z Harvardu. Je rozvedený, a nemá žádné děti. Předtím, než Woolsey získal pozici u NID, velel divizi americké vládní agentury USACE (United States Army Corps Of Engeneers) a později pracoval na ministerstvu obrany v divizi DPBAC (Defense Policy Board Advisory Comitee). Byl přeložen, protože bylo zjištěno, že má vazby na velkou společnost, která má 800 miliónový kontrakt s Pentagonem.

## Woolsey ve Hvězdné bráně
Po smrti Dr. Janet Frasierové na konci 7. série Hvězdné brány (epizoda: Hrdinové) přichází Woolsey na Velitelství Hvězdné brány, aby provedl vyšetřování. Později, v epizodě Inaugurace předkládá prezidentovi USA důkazy o neschopnosti SGC. Znovu se Woolsey objevuje v 9. sérii, v epizodě Prototyp, kde má zájem o znalosti a informace goa'uldsko-lidsko-antického hybrida jménem Khalek. V epizodě Metla prochází Woolsey poprvé hvězdnou bránou spolu s dalšími členy nově vzniklé IOA na pozemskou základna Gama, kde jsou však napadeni neznámými brouky, a zachráněni na poslední chvíli. V seriálu Hvězdná brána se Woolsey objevil ještě v epizodách Z masa a kostí a Morpheus a naposledy v epizodě 10. série Maskování.

## Woolsey v Hvězdné bráně: Atlantidě
Poprvé se Woolsey objevil v seriálu Hvězdná brána: Atlantida v epizodě třetí řady Země nikoho. Zde byl členem komise, která předvolala Dr. Weirovou na Zemi, aby ta zde zodpověděla otázky týkající se dočasného spojenectví s Wraithy. V epizodě Nechtěné děti je Woolsey pověřen letět na Atlantidu, aby zde zhodnotil situaci, a hlavně potenciál Dr. Weirové k velení základny. Později (v dvojepizodě Návrat) se Woolsey společně s generálem Jackem O'Neillem vydávají na Atlantidu poté, co Antikové znovu převezmou kontrolu nad základnou, a lidé se evakuují zpět na Zem. Woolsey a O'Neill zde vyjednávají s Antiky o spolupráci Země a Antiků. Později, když se velitelkou stanice stane Samantha Carterová, přichází Woolsey opět na základnu, aby její velení hodnotil.
Poté, co je Samantha Carterová přeřazena zpět k SG-1, stává se Woolsey velitelem Atlantidy na začátku 5. série.